# Thomas Goisque
Thomas Goisque (Suresnes, 27 de março de 1969) é um foto-jornalista independente francês.

## Biografia
Nascido em Suresnes, no departamento de Altos do Sena, em 1969, Thomas Goisque cresceu em Compiègne antes de partir para completar seus estudos em Paris. Em 1995, para validar o seu diploma da École nationale supérieure des arts décoratifs (secção de fotografia), partiu como parte do seu projecto de fim de estudos no Sudeste Asiático, colocando os seus conhecimentos ao serviço dos Enfants du Mékong, uma ONG francesa envolvida na educação de crianças de rua; sendo o co-autor do livro Voyage aux pays du Mékong.

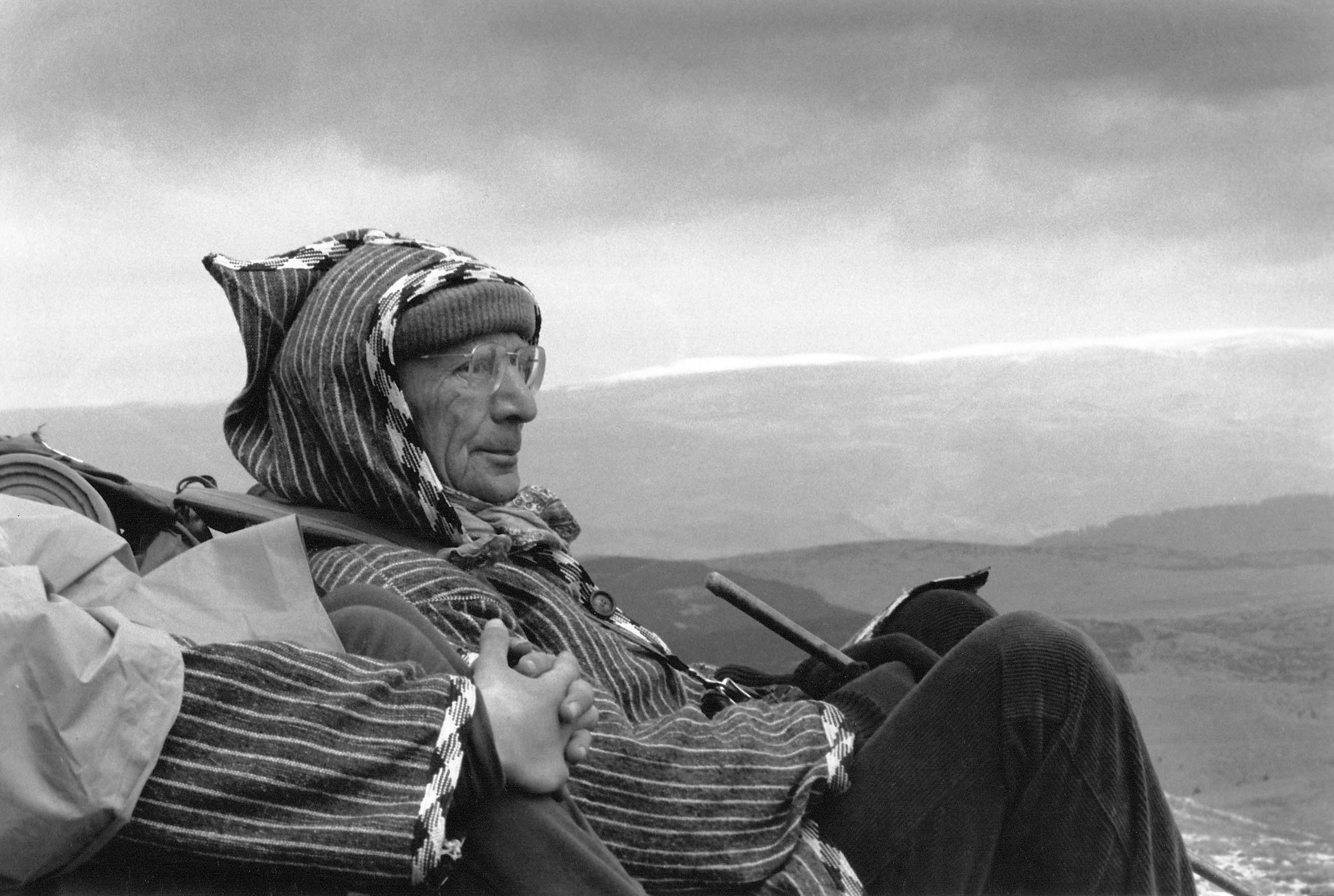
Michel Menu fotografado em abril de 1991 durante um encontro no Causse Méjean

Sua carreira realmente começou em 1993, durante o serviço militar. Ligado inicialmente ao Governador militar de Paris, Thomas Goisque rapidamente se ofereceu para ir à Bósnia com as forças francesas, enviadas para manter a ordem a pedido da ONU. Incorporado ao 7º Batalhão de Caçadores Alpinos, passou o inverno de 1995 no Monte Igman. Inseparável da sua câmara, Thomas Goisque utiliza-a de bom grado, não para exaltar a virilidade e a força militar, mas para mostrar a humanidade, o medo, o cansaço e a camaradagem que constituem o quotidiano destes jovens recrutas comissionados pela França.
De volta à França, suas fotos foram publicadas pela Revista Le Figaro. Uma das suas fotografias ganhou mesmo, em 1995, o prémio Marc Flament, atribuído pelo Ministério da Defesa.
Mais tarde, numa viagem ao Vietname, conheceu Michael Pitiot e Marielle Laheurte que partilharam com ele o seu sonho: chegar à França a bordo de um junco marítimo chinês. A aventura durou dois anos, apesar de dois desmantelamentos, dos piratas e dos perigos de tal viagem. Thomas Goisque juntou-se a eles várias vezes para capturar esta aventura em filme. À chegada, os diferentes tripulantes escreveram um livro.
Homem de aventura e de viagens, em 2002 embarcou em mais um veleiro e em mais uma viagem. O navio Portes d’Afrique, parte numa aventura marítima e literária por iniciativa do Le Figaro, atravessa as costas africanas, fazendo escala nos principais portos deste continente. Toulon, Malta, Cotonu, Duala, Libreville... são todas escalas que o barco faz, com a tripulação de escritores se revezando em cada escala que trazem suas visões do mundo africano. Em colaboração com a fotógrafa Véronique Durruty, Thomas Goisque publica dois livros, revelando os esplendores deste continente.

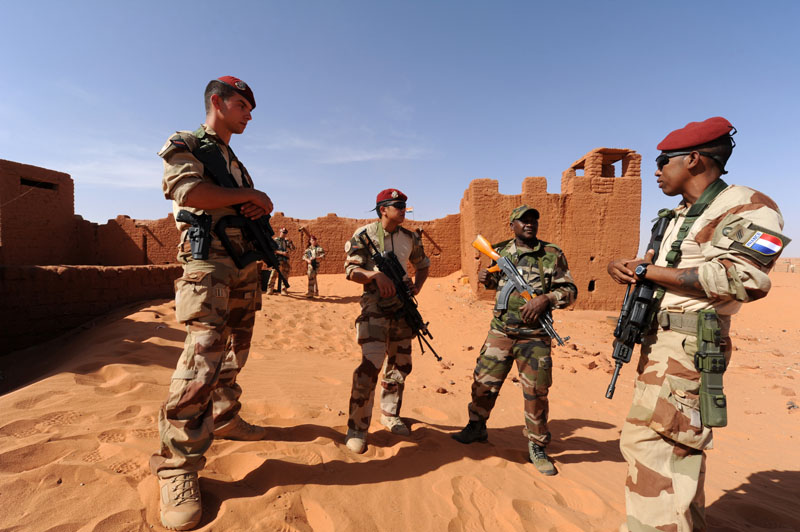
Soldados franceses e nigerinos no Forte Madama durante a Operação Barkhane, fotografados por Thomas Goisque em 12 de novembro de 2014.

De viagem em viagem, Thomas Goisque conheceu Sylvain Tesson, um aventureiro como ele, com quem formou uma grande amizade e iniciou uma colaboração que ainda perdura. Juntou-se várias vezes a Sylvain Tesson em 2003, durante a sua viagem que o levou da Sibéria à selva indiana, e fotografou esta longa caminhada. Escrevem um livro: Sous l’étoile de la liberté.
Atualmente, encontrámo-lo no Iraque com Arnaud de La Grange e Bertrand de Miollis, após a queda do regime de Saddam Hussein. Partiu então para viajar pelo sul do Marrocos, na região do Atlas, com o romancista Marc Dugain.
Entre as suas frequentes caminhadas com Sylvain Tesson, Thomas Goisque assina uma nova obra - L'Or noir des steppes : voyage aux sources de l'énergie - testemunha de uma nova caminhada de Sylvain que o levou do Mar de Aral ao Mediterrâneo através do Mar Negro e do Mar Cáspio, na trilha do petróleo.
Repórter-fotógrafo independente, Thomas Goisque viaja pelo mundo há mais de quinze anos, oferecendo suas reportagens de rara intensidade a inúmeras revistas francesas e internacionais: National Geographic, Geo, Le Figaro, Le Monde, Animan, Le Point, L'Express , etc. Apaixonado por motocicletas, também realiza grandes incursões como o passeio pelo Lago Baikal no gelo ou a travessia do Rajastão.
A sua primeira fotografia publicada na Revista Le Figaro em  28 de abril de 1995 foi selecionada entre as trinta mais belas páginas duplas da revista e exposta nas portas do Jardim de Luxemburgo por ocasião dos trinta anos da revista na primavera de 2008.

## Publicações
- 1996: Bosnie Hiver 95 : journal de marche d’un casque bleu appelé, textos em colaboração, Addim
- 1998: Voyage au pays du Mékong, textos em colaboração, edições EDM
- 2000: De Saïgon à Saint-Malo, visions de la jonque Sao Maï, textos e ilustrações em colaboração, Transboréal
- 2003: Nouvelles d’Afrique, à la rencontre de l’Afrique par ses grands ports, em colaboração com Arnaud de La Grange & Véronique Durruty, Gallimard
- 2003: Sillages d’Afrique, 20 000 milles d’aventure maritime et littéraire, em colaboração com Arnaud de La Grange, Michaël Pitiot, Alban Tarnaud & Véronique Durruty, Gallimard
- 2004: Irak année zéro, textos e ilustrações em colaboração, Gallimard
- 2005: Souss Massa Drâa, l’étoile du sud Marocain, em colaboração com Marc Dugain, Gallimard
- 2005: Sous l’étoile de la liberté, six mille kilomètres à travers l’Eurasie sauvage, livro de Sylvain Tesson, Arthaud
- 2007: L’Or noir des steppes : voyage aux sources de l’énergie, livro de Sylvain Tesson, Arthaud
- 2008: Baïkal : visions de coureurs de taïga, com Sylvain Tesson, Transboréal
- 2013: D’ombre et de poussière, com Sylvain Tesson, Albin Michel[16]
- 2016: Berezina, com Sylvain Tesson, Gallimard, ISBN 2742447121
- 2017: En avant, calme et fou, com Sylvain Tesson,  Albin Michel.

## Prêmios e recompensas
- 1995: Prêmio Marc Flament[17]
- 2014: Prêmio sergent Sébastien Vermeille[18]